# Beeldenstorm

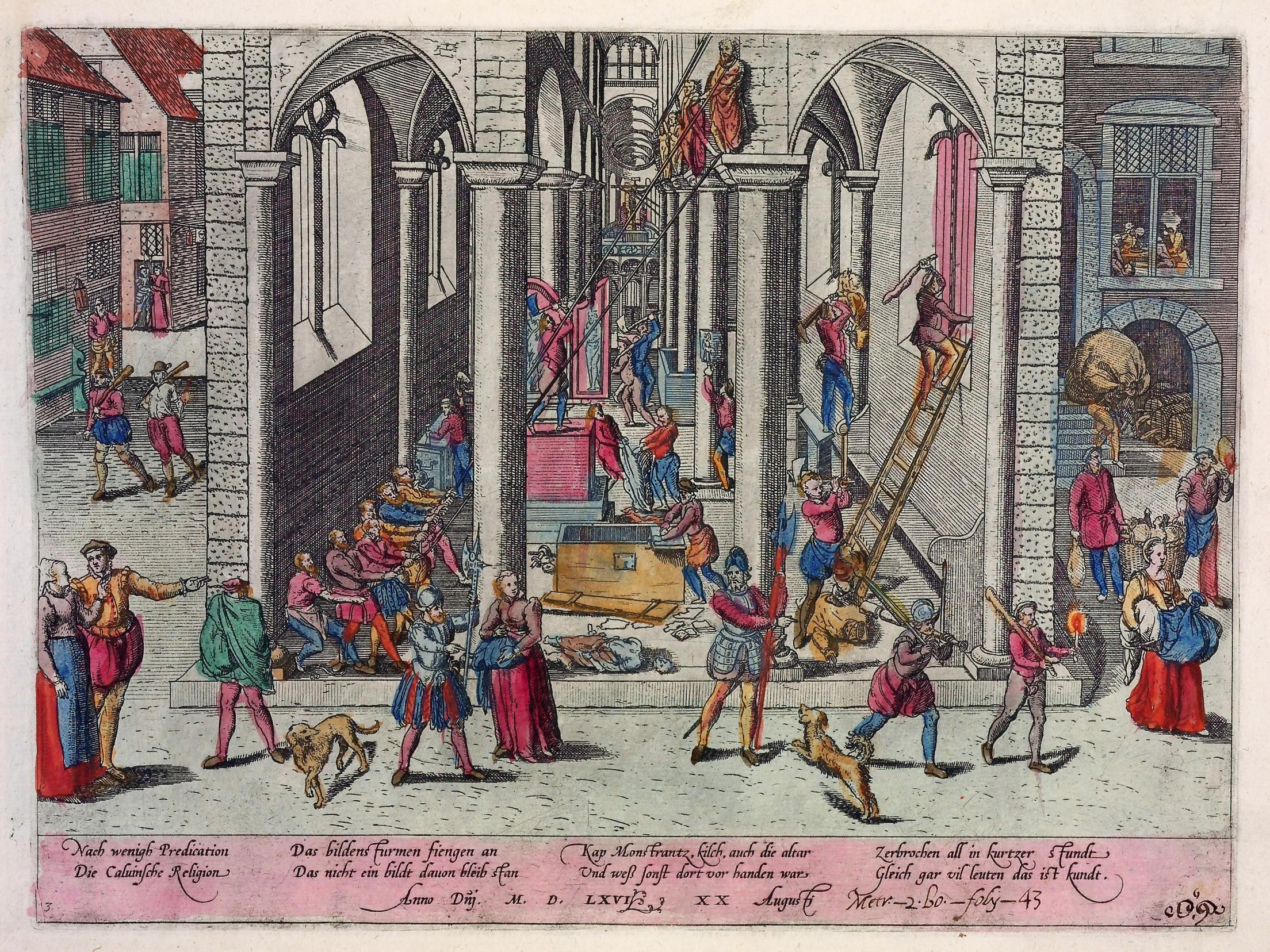
Vernieling van de Onze-Lieve-Vrouwekathedraal te Antwerpen op 20 augustus 1566. (gravure gemaakt door Frans Hogenberg)

De Beeldenstorm was een vernieling op grote schaal van heiligenbeelden en andere objecten van katholieke religieuze plaatsen door protestanten in de Lage Landen, die plaatsvond tussen 10 augustus en oktober 1566. In die periode werden vele kerken geschonden en het interieur ervan vernield. De verscherpte tegenstellingen, die mede een gevolg waren van de Beeldenstorm, leidden indirect tot het uitbreken van de Tachtigjarige Oorlog en het ontstaan van de Republiek der Zeven Verenigde Nederlanden.
Al eerder werden op andere plaatsen in Europa in de zestiende eeuw vernielingen aangericht van kerkelijke bezittingen, bijvoorbeeld in 1522 te Wittenberg, in 1523 te Zürich, in 1530 te Kopenhagen, in 1534 te Münster, in 1535 te Genève, in 1537 te Augsburg, in 1559 in Schotland en in 1566 in Frankrijk.
Bij de Beeldenstormen vernielden of roofden calvinisten en meelopers de inventaris en bibliotheek van honderden katholieke kerken, kapellen, abdijen en kloosters. Altaren, beelden, doopvonten, reliekhouders, koorgestoelten, kansels, orgels, kelken, schilderijen, missalen en gewaden moesten het ontgelden. Het aantal boeken dat verloren ging, was heel groot. Zo werd op 22 augustus 1566 de complete bibliotheek van het dominicanenklooster Het Pand te Gent in de rivier de Leie gegooid, waarna men droogvoets de oversteek kon maken. Ook werd veel van het met religieuze voorstellingen beschilderde stucwerk aan de wanden vernield.

## Achtergrond

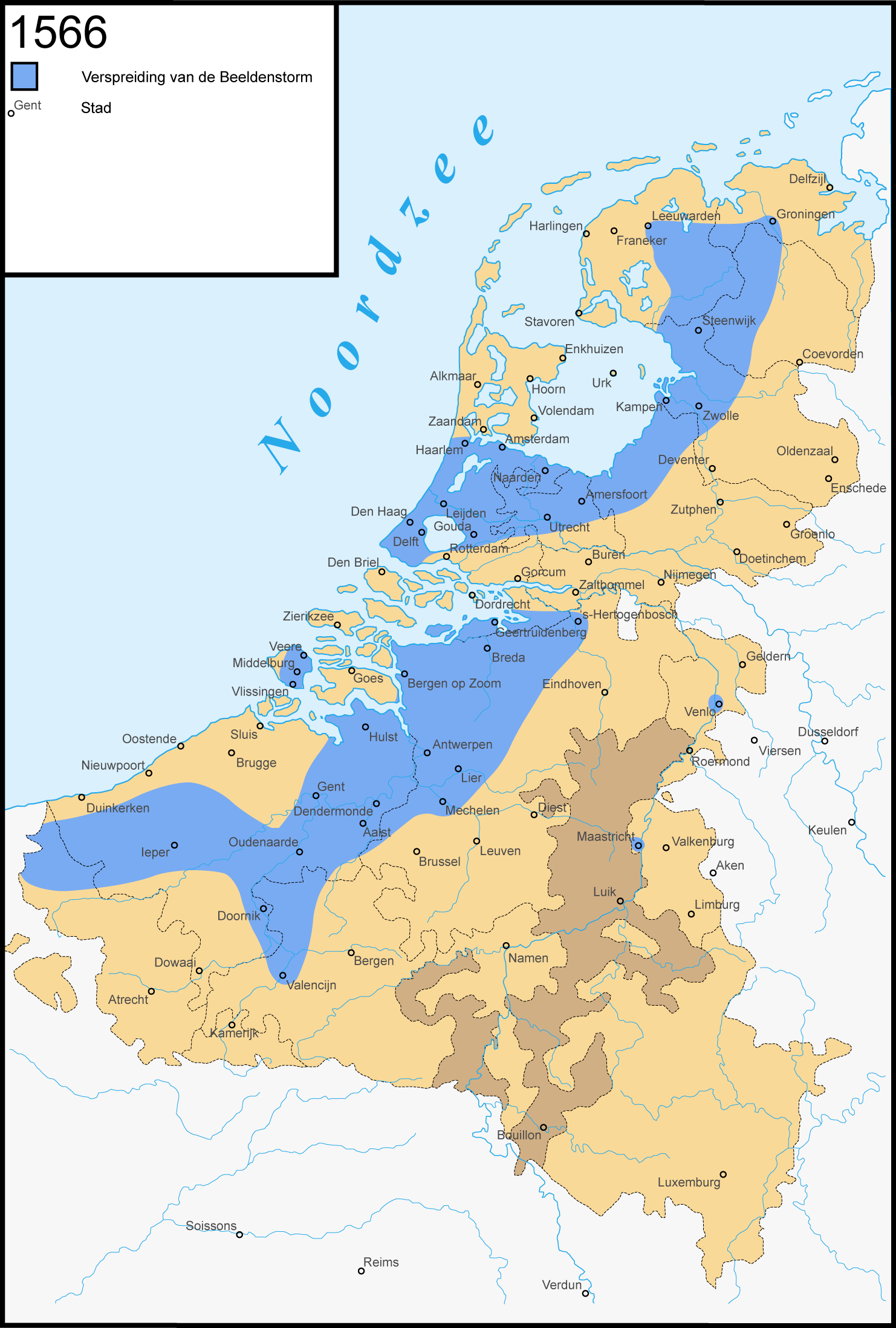
Verspreiding van de Beeldenstorm in de Nederlanden

Volgens sommigen had de Beeldenstorm een religieuze oorzaak: in de 16e eeuw kwam het calvinisme op in de Nederlanden. De aanhangers van het calvinistisch protestantisme waren erg gekant tegen het vereren van heiligen. Zij baseerden zich daarbij op de Bijbelse Tien geboden, waarin sprake is van een verbod om beelden te vereren. Ook zouden de beeldenstormers zich aan de uitbundige rijkdom ergeren binnen de door hen aangevallen kerkgebouwen. Dit bleek onder andere uit kreten die geverfd werden op verschillende kerkmuren: "(H)ic ben niet voorhnemensch deese kerk oph te geeven!" Deze opvatting wordt betwist. Historici wijzen op sociale ontevredenheid die mede de aanleiding zou zijn geweest. Niet toevallig begon de Beeldenstorm in de westelijke Lage Landen. Gewijzigde economische en sociale verhoudingen in de textielnijverheid in de regio rond Ieper, Rijsel, Valencijn en Doornik zorgden voor verarming in de streek en waren een bron voor mogelijk oproer van de verpauperde ambachtslieden. Het vernielen van beelden was vaak een reactie op een weinig geliefd stadsbestuur en de plaatselijke kloosters die als grootgrondbezitter soms wel een derde van de gronden in een stad bezaten. Er werden niet alleen religieuze objecten vernield, ook plunderde men woningen van burgers en kerkbewaarders.
Ook de opkomst van een middenklasse wordt in verband gebracht met de Beeldenstorm. Die zou een symbolische daad zijn geweest van een opkomende groep. Een groot deel van het volk was niet geïnteresseerd in theologische scherpslijperij, maar zag in het calvinisme een mogelijkheid zich te ontworstelen aan het gezag van de alles bepalende kerkelijke instellingen. De calvinisten, die zich voornamelijk in stedelijke centra manifesteerden, waren van mening dat een kerk zo sober mogelijk moest zijn ingericht: cultuurkenmerk van de opkomende stedelijke burgerij toen. Het calvinistisch-protestantisme wordt wel gezien als belangrijkste emancipatorische uitdrukking op religieus gebied van de economisch sterker wordende burgerij. Gelet op de overheersende rol in de toenmalige samenleving van de rooms-katholieke religie en kerk had dit onmiddellijke grote maatschappelijke consequenties. In dit opzicht wordt de Beeldenstorm van 1566 wel gezien als een tastbare uiting van de 'doorbraak' van een burgerij die niet langer meer door de Rooms-Katholieke Kerk werd beïnvloed.
Vanwege de religieuze tegenstellingen in de zestiende eeuw werden de protestanten in de Nederlanden ketters genoemd. Die term werd door de Kerk van Rome gebruikt om iedereen die van de heersende leer afweek mee aan te duiden.
De eerste gevallen van beeldenbraak in de Nederlanden deden zich voor in 1525 te Antwerpen en Delft.

## Beeldenstorm van 1566 in de Nederlanden
De gebeurtenissen op 10 augustus 1566 te Steenvoorde in het huidige Frans-Vlaanderen worden gezien als het begin van de Beeldenstorm. Het gebeuren verliep in drie fases:

### Eerste fase: de Westhoek - 10-18 augustus
In de eerste fase vernielden rondtrekkende groepen kerken in de Westhoek, de zuidwestelijke hoek van het graafschap Vlaanderen, met als steden:
- Veurne,
- Ieper,
- Wervik,
- Waasten (Warneton),
- Belle (Bailleul),
- Sint-Winoksbergen (Bergues),
- Kassel,
- Broekburg (Bourbourg).

Het epicentrum was Steenvoorde, waar na een hagenpreek van Sebastiaan Matte zijn gehoor naar de Sint-Laurentiuskapel in het net buiten de stad gelegen gehucht Saint-Laurent trok en daar onder leiding van predikant Jacob de Buyzere de kerkbeelden stuk sloeg. Andere groepen in de Westhoek kwamen daarna tot soortgelijke vernielingen, al dan niet met hulp van plaatselijke bewoners. Predikanten hielden soms eerst een preek, de plaatselijke autoriteiten grepen bijna nergens in. Een enkele keer toonden de beeldenstormers vervalste opdrachten, zogenaamd afkomstig van de centrale overheid. Er werd soms gewag gemaakt van betaling aan de oproerlingen; daglonen van drie tot zeven stuivers werden genoemd.

### Tweede fase: de Schelde - 20-30 augustus
De tweede fase vond plaats in de streek rond de Schelde en breidde zich naar het noorden uit.
- Antwerpen op 20 augustus: de predikant Herman Moded werd beschuldigd hiertoe te hebben aangemoedigd (wat hij zelf echter ontkende),
- Oudenaarde,
- Gent (22 augustus[6]): hier werd de grootste schade aangericht, want de beeldenstormers vernielden en bestalen binnen 24 uur zeven parochiekerken, één collegiale kerk, vijfentwintig kloosters, tien hospitalen en zeven kapellen. De aanbidding van het Lam Gods van de gebroeders Van Eyck, het altaarstuk uit de Sint-Baafskathedraal, werd nog wel op tijd gered.[6] De vernielingen in Gent werden uitvoerig beschreven door Marcus van Vaernewyck in zijn Van die beroerlicke tijden in die Nederlanden en voornamelick in Ghendt 1566-1568. De autograaf van deze tekst is bewaard gebleven in de Universiteitsbibliotheek van Gent.[7]
- Breda,
- Den Bosch (22 augustus[6]),
- Middelburg,
- Amsterdam (23 augustus[6]) Volgens Karel van Mander werden in deze stad in de Oude en Nieuwe Kerk altaarstukken van Pieter Aertsen vernield, evenals een van Anthonie Blocklandt van Montfoort in het Franciscanenklooster, dat het overlijden en de uitvaart van Franciscus van Assisi voorstelde.[8]
- Delft,
- Utrecht (24, 25 en 26 augustus),
- 's-Gravenhage (25 augustus[6]).

De onlusten begonnen op 20 augustus, maar op zondag 18 augustus dienden zich in Antwerpen al voortekenen aan: tijdens een processie, waarbij het Mariabeeld werd meegedragen, werd vanuit het publiek geroepen: "Maaiken, Maaiken, dit is uw laatste uitgang". Twee dagen later, in de Onze-Lieve-Vrouwekathedraal, bezetten circa tweehonderd calvinisten het gebouw, ondanks licht verzet van de magistratuur. Het nieuws ging snel rond en werkte als een lont in een kruitvat: te Leiden riepen de bestormers op 26 augustus: "Ook hier moet gebeuren wat elders geschied is". Soms hielpen de autoriteiten een handje mee, zoals in Culemborg.

### Derde fase: Noord- en Oost-Nederland - september/oktober
In de derde en laatste fase werden voornamelijk kerken boven de Nederlandse grote rivieren aangevallen. De derde fase onderscheidde zich van de andere twee fases doordat deze meer georganiseerd was. In deze fase was er geen sprake van rondtrekkende groepen, maar gebeurde het bestormen van kerken vooral door de lokale bevolking, versterkt met edelen. Op 6 september was Leeuwarden aan de beurt en op de achttiende Groningen.

### Gevolgen

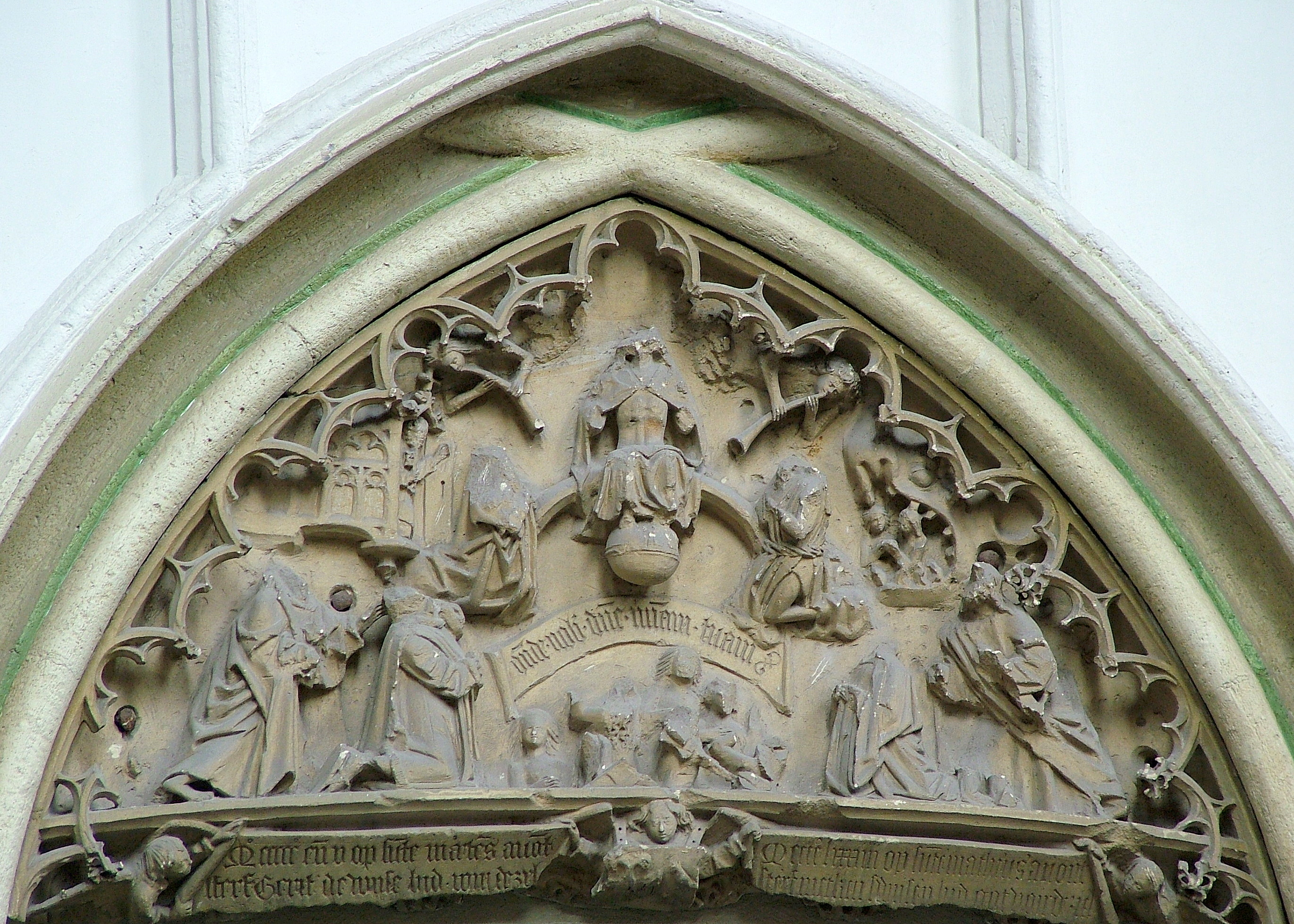
Stevenskerk in Nijmegen: gedenksteen ter nagedachtenis van een oom en tante van Petrus Canisius, aanbidding der koningen met stichterfiguren aan de zijkanten (de hoofden werden tijdens de Beeldenstorm weggehakt)

Koning Filips II wilde de orde in de Nederlanden herstellen en de beeldenstormers bestraffen, en zond daarom Fernando Álvarez de Toledo, hertog van Alva, naar de Nederlanden. In 1567 trad landvoogd Margaretha van Parma uit protest tegen Alva's methoden af, waarna Alva werd aangewezen als haar opvolger. Hij voerde meteen de drie opdrachten van Filips uit, namelijk de opstandelingen straffen, onder meer door het instellen van een Raad van Beroerten, ervoor zorgen dat alleen het katholieke geloof in de Nederlanden beleden zou worden en centralisatie van het bestuur. In de praktijk kwam dit neer op een bestraffing van de beeldenstormers, het aanstellen van nieuwe bisschoppen in bepaalde bisdommen en het doorvoeren van de besluiten van het Concilie van Trente. Alva kreeg wegens zijn optreden de bijnaam 'IJzeren hertog'.
Zijn tegenstander prins Willem van Oranje, die veel bezittingen had in de Nederlanden, was volledig tegen Filips' politiek. Diens idealen waren meer zelfstandigheid voor de Nederlanden en verdraagzaamheid tussen katholieken en protestanten. Hij vluchtte naar Nassau, net als de Nederlanden deel van het Heilige Roomse Rijk maar buiten de invloedssfeer van Filips II, en organiseerde vandaaruit een opstand tegen het Spaanse bestuur van Filips II. Deze opstand werd het begin van de Tachtigjarige Oorlog. Niet alleen de edelen en protestanten moesten niets van Alva hebben, ook onder de katholieken was de sympathie niet groot.

## Latere Beeldenstormen in de Nederlanden

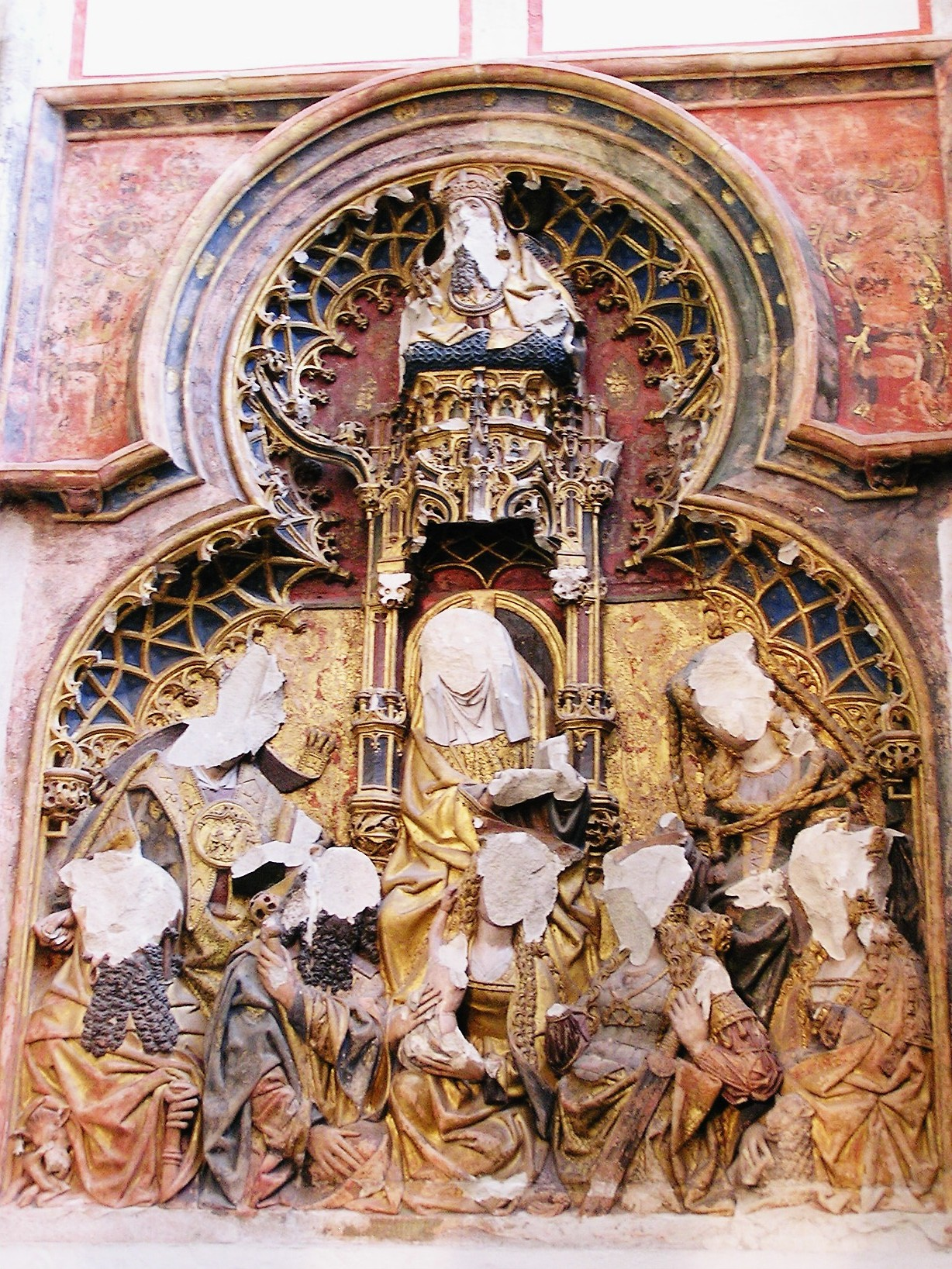
Vernieling in de Dom van Utrecht

Hoewel de term "Beeldenstorm" meestal slaat op het jaar 1566, zijn in latere tijdperken in de Nederlandse Opstand ook veel kerken geplunderd, meestal nadat protestanten erin slaagden een bepaalde stad of dorp op katholieken te veroveren. Hoewel er binnen de Staatse gelederen, die lang niet altijd uitsluitend protestants waren, maatregelen werden genomen tegen beeldenstormerij, kon dit vaak niet worden voorkomen.
Nadat de Utrechtse kerken in 1566 drie dagen met de Beeldenstorm te maken hadden gehad, sloeg na het verraad van Rennenberg op 3 maart 1580 opnieuw de vlam in de pan. Op 7 maart drongen de calvinisten de Domkerk binnen om er flink huis te houden. De vernielingen die bij deze Beeldenstorm werden aangericht hebben tot op de dag van vandaag duidelijke sporen nagelaten. Enkele maanden later in juni, nadat aldaar een pro-Spaanse opstand werd gesmoord, woedde ook in Zwolle een Beeldenstorm in de Grote of Sint-Michaëlskerk. In Arnhem moesten in 1580 de Sint-Eusebiuskerk en de Sint-Walburgiskerk het ontgelden, en in 1599 opnieuw. In de slotfase van de Tachtigjarige Oorlog (1621-1648) kwam het regelmatig voor dat in Brabantse of Limburgse plaatsen periodiek de kerken werden bestormd wanneer zij in Staatse handen vielen, om vervolgens weer met beelden en andere katholieke kunstwerken en symbolen te worden ingericht na een Spaanse herovering. Soms slaagde men erin om vlak vóór een Staatse inname de kunstwerken uit de kerk te verwijderen, omdat men wist wat er te verwachten viel; wanneer de krijgskansen keerden kon alles weer op zijn plek worden teruggezet.

## Afbeeldingen

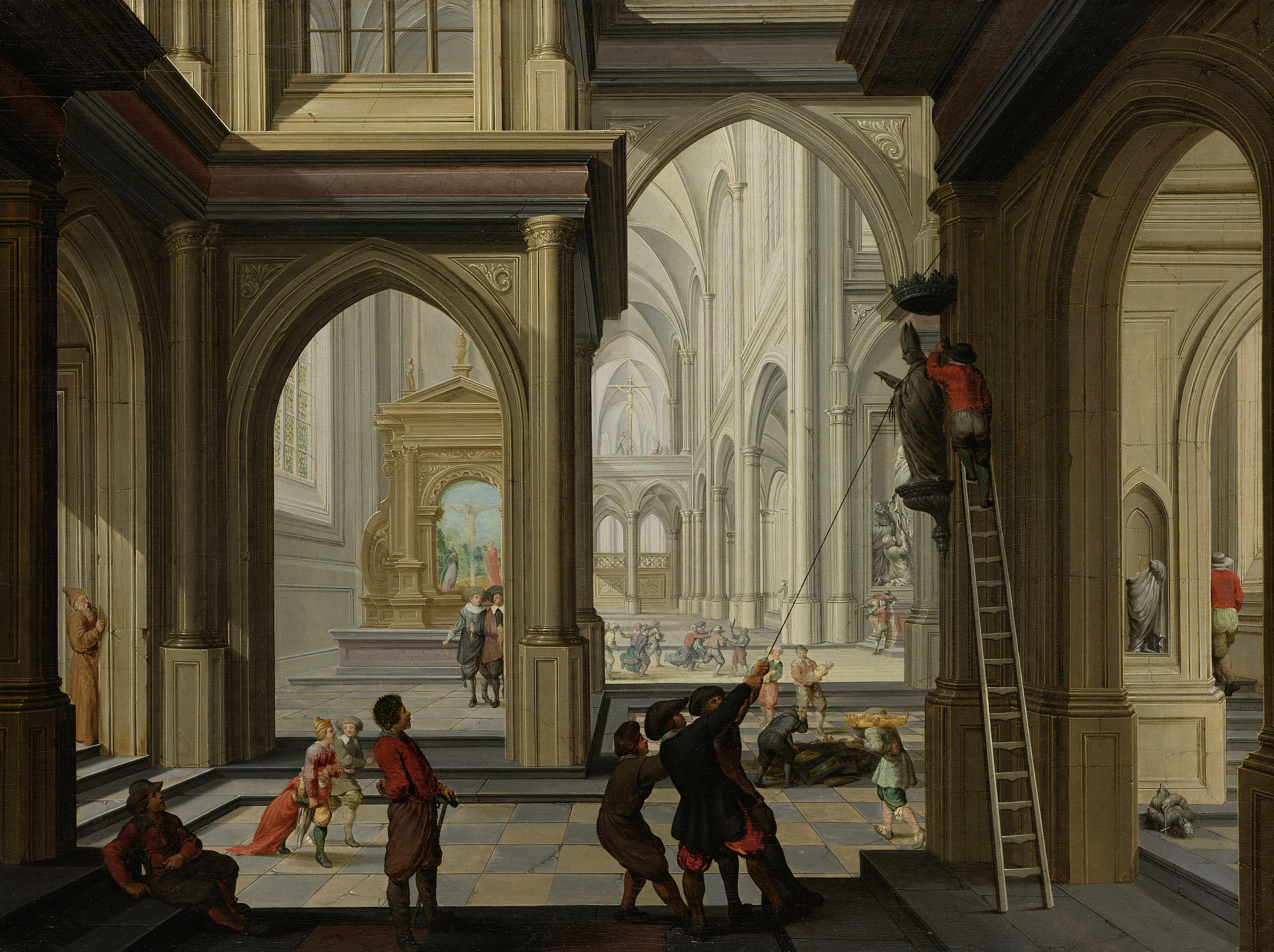
Beeldenstorm in een kerk, schilderij uit 1630 door Dirck van Delen
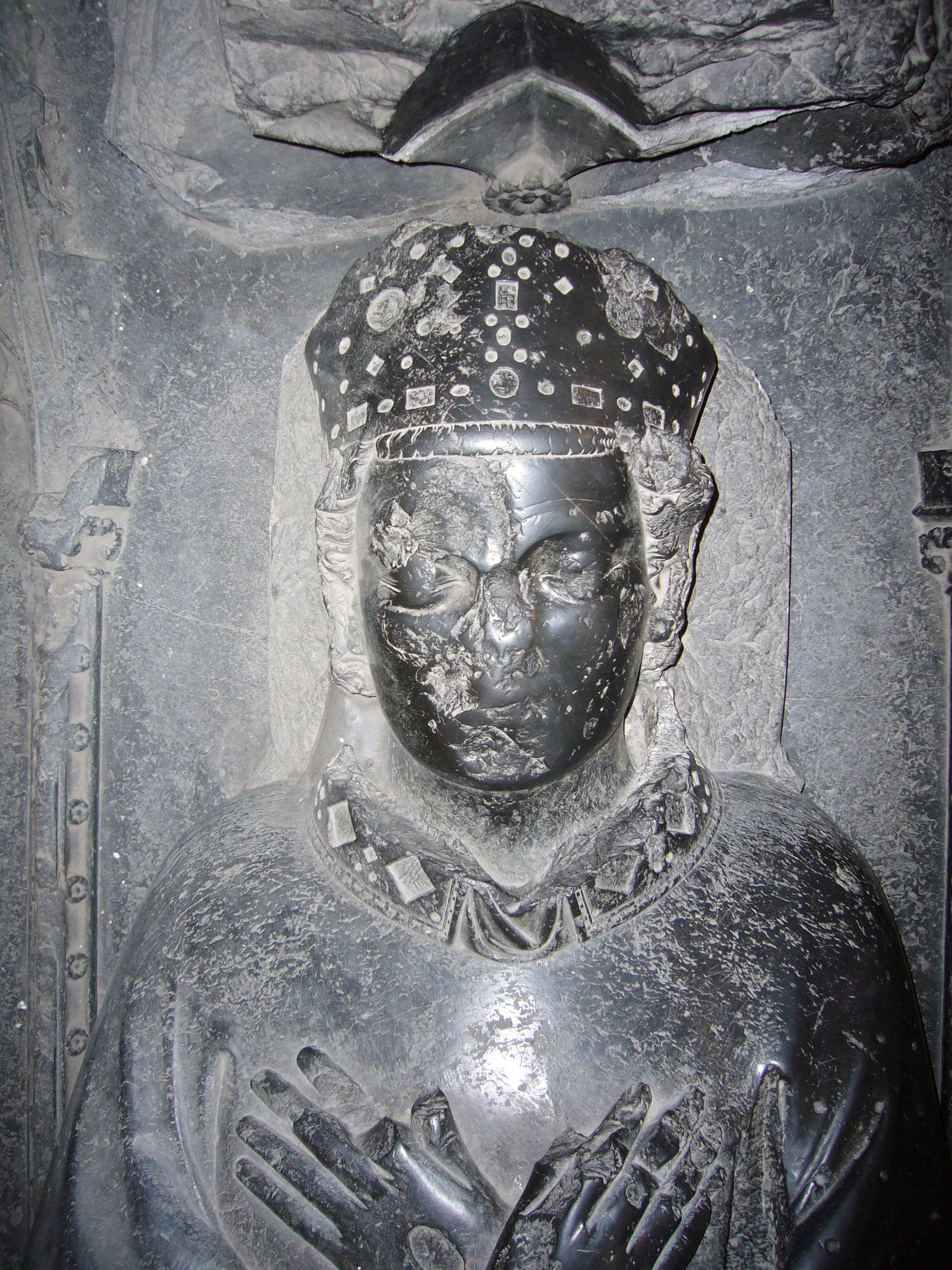
Aangetaste graftombe van Gwijde van Avesnes in de Dom van Utrecht
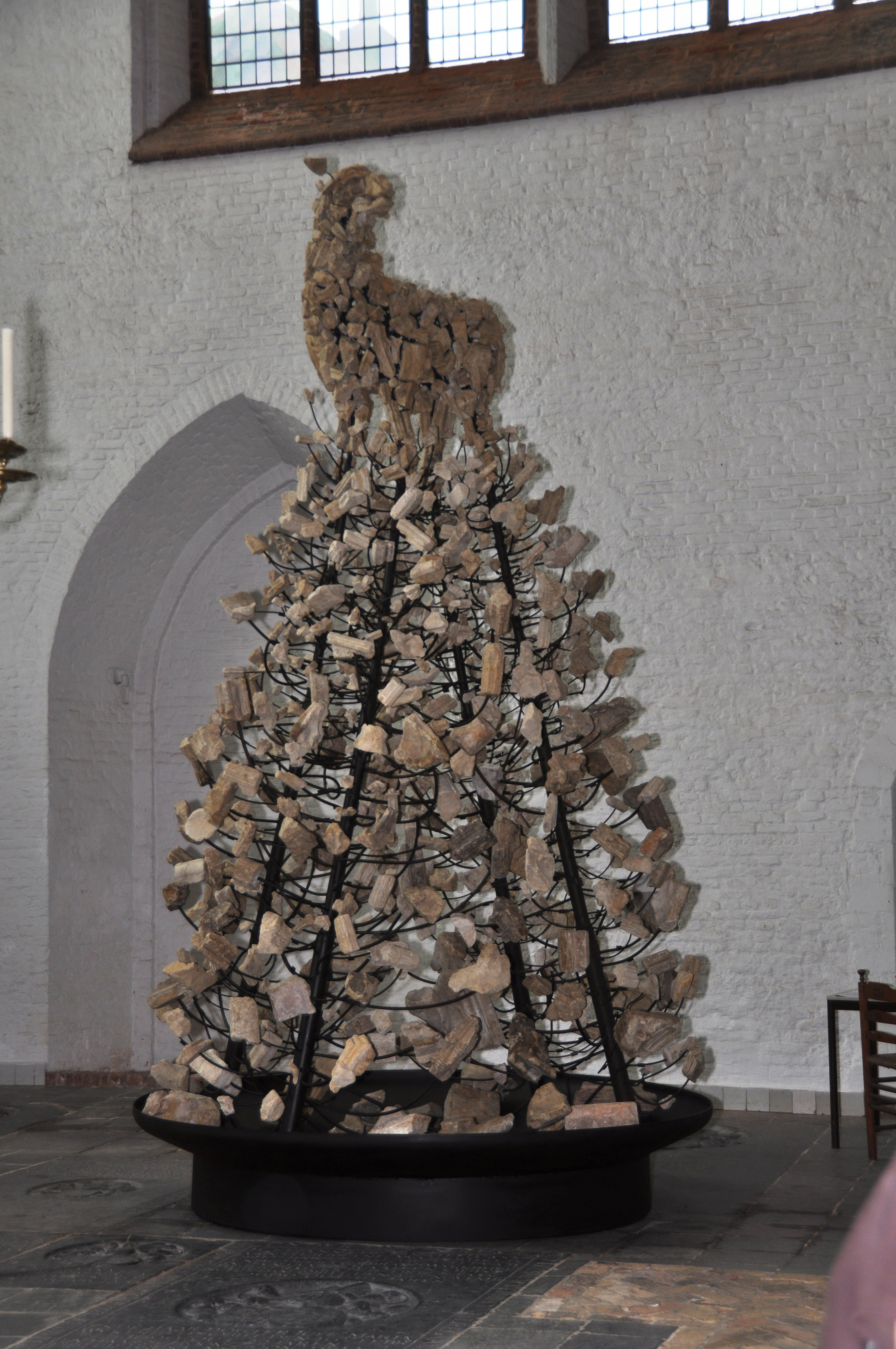
Kunstwerk in de Grote of Sint-Janskerk te Schiedam bestaande uit brokstukken van vernielde altaren. Sjef Henderickx (2010)

## Memorabilia
- Op 30 maart 2010 onthulde koningin Beatrix in de Grote of Sint-Janskerk te Schiedam een kunstwerk van de plaatselijke kunstenaar Sjef Henderickx. Het bestaat uit bijna duizend brokstukken afkomstig van middeleeuwse altaren die stuk geslagen zijn ten tijde van de Beeldenstorm. De gebruikte brokstukken zijn onder de vloer van de kerk gevonden tijdens een restauratie in 1947. Ze lagen sindsdien in het depot van het Stedelijk Museum Schiedam. Het kunstwerk bestaat uit een grote schaal waaruit brokstukken oprijzen die ten slotte de vorm van een lam aannemen, wat verwijst naar het Lam Gods.
- De term Beeldenstorm wordt in de media ook wel gebruikt om andere grootschalige verwoestingen van kunstvoorwerpen aan te duiden, bijvoorbeeld de vernielingen in de Iraakse stad Nimrud en elders, uitgevoerd door strijders van Islamitische Staat in 2015.[9]